# Thomas Massie
Thomas Harold Massie (13 de janeiro de 1971) é um político e empresário americano. Membro do Partido Republicano, Massie é o representante dos Estados Unidos para o 4º distrito congressional de Kentucky desde 2012, quando derrotou Bill Adkins nas eleições especiais e gerais. O distrito cobre grande parte do nordeste do Kentucky, mas é dominado pelo lado Kentucky da área de Cincinnati e pelos subúrbios do leste de Louisville.
Antes de ingressar no Congresso, Massie foi Juiz-Executivo do Condado de Lewis, Kentucky, de 2011 a 2012. Ele também dirigiu uma empresa iniciante com sede em Massachusetts, onde estudou anteriormente no Instituto de Tecnologia de Massachusetts (MIT).
Massie foi descrito como um republicano libertário, e está associado ao House Liberty Caucus dos republicanos do Tea Party.